# Peru Nolaskoain
 (août 2025).
Pérou Nolaskoain Esnal, né le 25 octobre 1998, est un footballeur espagnol qui évolue au poste de milieu défensif à l'Athletic Club.

## Carrière
Né à Zumaia dans le Pays Basque, il rejoint l'Athletic Bilbao en 2015, après avoir été formé avec le club basque d'Antiguoko (eu). Le 13 juin 2016, il est promu au sein de l'équipe des moins de 21, mais rejoint finalement directement l'équipe réserve. 
Au cours de la pré-saison 2018, il est converti au poste défenseur central par le nouveau manager de l'équipe première, Eduardo Berizzo. 
Nolaskoain fait ses débuts professionnels - et en Liga - le 20 août 2018, titulaire et buteur dans une victoire à domicile 2-1 contre le CD Leganés. Le 9 août suivant, après avoir joué occasionnellement avec l'équipe principale, il est prêté au Deportivo de La Coruña en Segunda División, pour un an. 